# Discographie des Saturdays

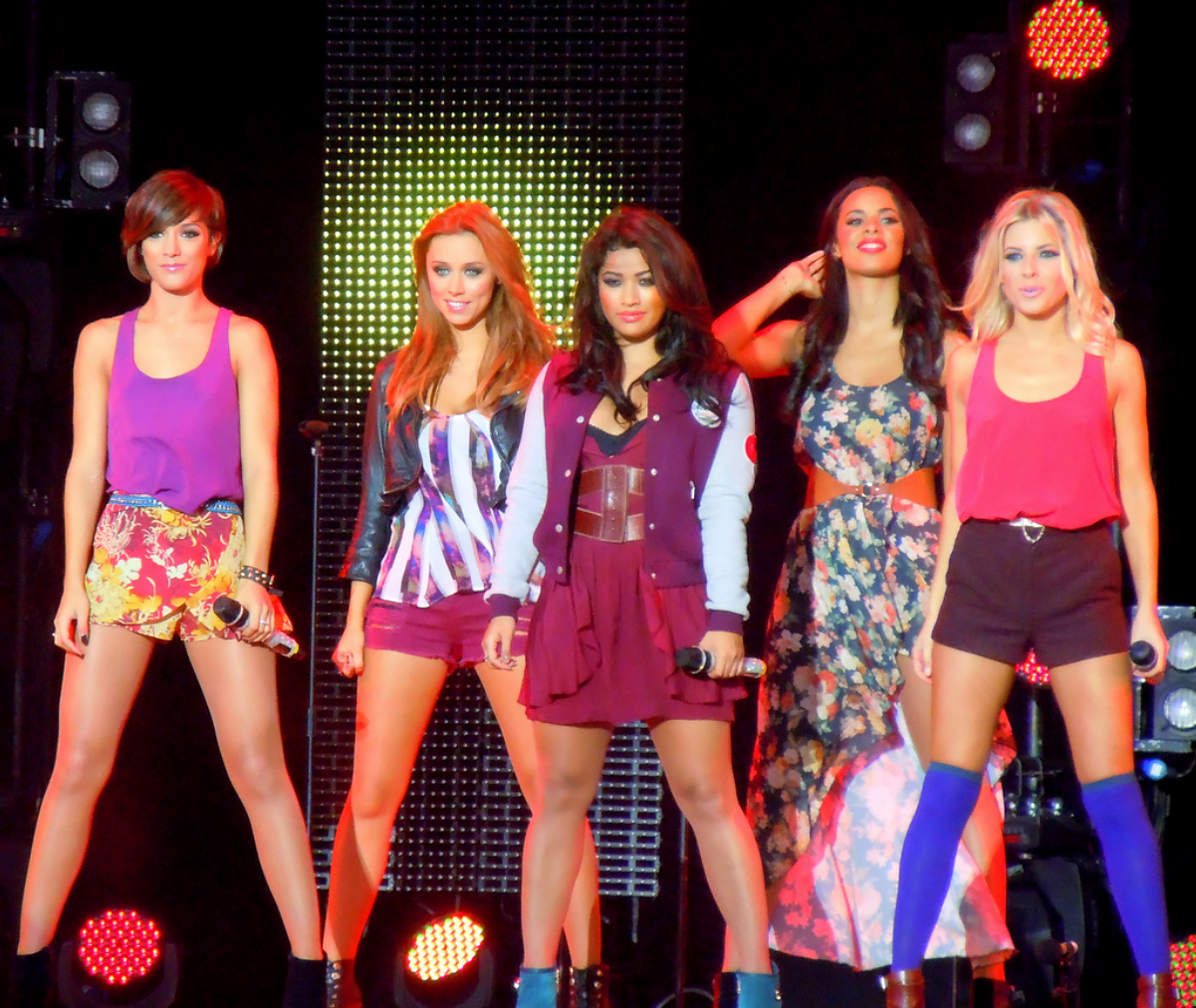
Les Saturdays en septembre 2011

La discographie des Saturdays comprend deux albums studio, deux EP, dix singles et dix clips vidéos.

## Albums
| Année | Album                  | Classement des ventes | Classement des ventes | Classement des ventes | Classement des ventes | Ventes  | Certification |
| Année | Album                  | UK                    | Fr                    | IRE                   | EU                    | Ventes  | Certification |
| ----- | ---------------------- | --------------------- | --------------------- | --------------------- | --------------------- | ------- | ------------- |
| 2008  | Chasing Lights         | 9                     | —                     | 34                    | 46                    | 385 341 | Platine       |
| 2009  | Wordshaker             | 9                     | -                     | 36                    | -                     | 85 506  | Argent        |
| 2010  | Headlines!             | 3                     | -                     | 10                    | 10                    | 208 954 | Or            |
| 2011  | On Your Radar          | 23                    | -                     | 43                    | -                     | 60 990  | -             |
| 2013  | Living For The Weekend | 10                    | -                     | 16                    | -                     | 9 554   | -             |

## Singles
| Année | Single                          | Classement des ventes | Classement des ventes | Ventes  | Certification | Album                  |
| Année | Single                          | UK                    | IRE                   | Ventes  | Certification | Album                  |
| ----- | ------------------------------- | --------------------- | --------------------- | ------- | ------------- | ---------------------- |
| 2008  | If This Is Love                 | 8                     | —                     | 115 000 | -             | Chasing Lights         |
| 2008  | Up (en)                         | 5                     | 11                    | 345 658 | Argent        | Chasing Lights         |
| 2009  | Issues (en)                     | 4                     | 14                    | 260 000 | Argent        | Chasing Lights         |
| 2009  | Just Can't Get Enough           | 2                     | 6                     | 284 472 | Argent        | Chasing Lights         |
| 2009  | Work                            | 22                    | 21                    | 115 000 | -             | Chasing Lights         |
| 2009  | Forever Is Over                 | 2                     | 9                     | 183 211 | -             | Wordshaker             |
| 2010  | Ego                             | 9                     | 10                    | 340 835 | Argent        | Wordshaker             |
| 2010  | Missing You                     | 3                     | 6                     | 215 000 | Argent        | Headlines!             |
| 2010  | Higher (feat. Flo Rida)         | 10                    | 11                    | 325 939 | Argent        | Headlines!             |
| 2011  | Notorious                       | 8                     | 19                    | 195 000 | -             | On Your Radar          |
| 2011  | All Fired Up                    | 3                     | 6                     | 220 000 | Argent        | On Your Radar          |
| 2011  | My Heart Takes Over             | 15                    | 31                    | 45 000  | -             | On Your Radar          |
| 2012  | 30 Days                         | 7                     | 13                    | 75 000  | -             | Living For The Weekend |
| 2013  | What About Us (feat. Sean Paul) | 1                     | 6                     | 387 981 | Argent        | Living For The Weekend |
| 2013  | Gentleman                       | 14                    | 6                     | 53 300  | -             | Living For The Weekend |
| 2013  | Disco Love                      | 5                     | 9                     | 131 913 | -             | Living For The Weekend |